# Новий Двур-Вейгеровський
Новий Двур-Вейгеровський (пол. Nowy Dwór Wejherowski) — село в Польщі, у гміні Вейгерово Вейгеровського повіту Поморського воєводства.
Населення — 511 осіб (2011).
У 1975-1998 роках село належало до Гданського воєводства.

## Демографія
Демографічна структура станом на 31 березня 2011 року:
|          | Загалом | Допрацездатний вік | Працездатний вік | Постпрацездатний вік |
| -------- | ------- | ------------------ | ---------------- | -------------------- |
| Чоловіки | 261     | 81                 | 164              | 16                   |
| Жінки    | 250     | 82                 | 141              | 27                   |
| Разом    | 511     | 163                | 305              | 43                   |